# Monniotus ramosus
Monniotus ramosus är en sjöpungsart som beskrevs av C.S. Millar 1988. Monniotus ramosus ingår i släktet Monniotus och familjen Protopolyclinidae.
Artens utbredningsområde är Indiska oceanen. Inga underarter finns listade i Catalogue of Life.